# Sanna (Inn)
Sanna är ett vattendrag i Österrike.  Det ligger i förbundslandet Tyrolen, i den västra delen av landet, 500 km väster om huvudstaden Wien.
I omgivningarna runt Sanna växer i huvudsak barrskog. Runt Sanna är det ganska glesbefolkat, med 27 invånare per kvadratkilometer.